# Back for Good (nummer)
'Back for Good' is een nummer van de Britse band Take That. Het nummer is afkomstig van hun studioalbum Nobody Else (1995) en werd geschreven door bandlid Gary Barlow.
Het nummer bereikte in de zomer van 1995 de nummer-1 positie in 31 landen. Bij de Brit Awards van 1996 won het nummer de prijs voor Britse single van het jaar. Het was de zesde nummer-1 hit van de band in het Verenigd Koninkrijk en hun enige top tien-hit in de Verenigde Staten.

## Achtergrond

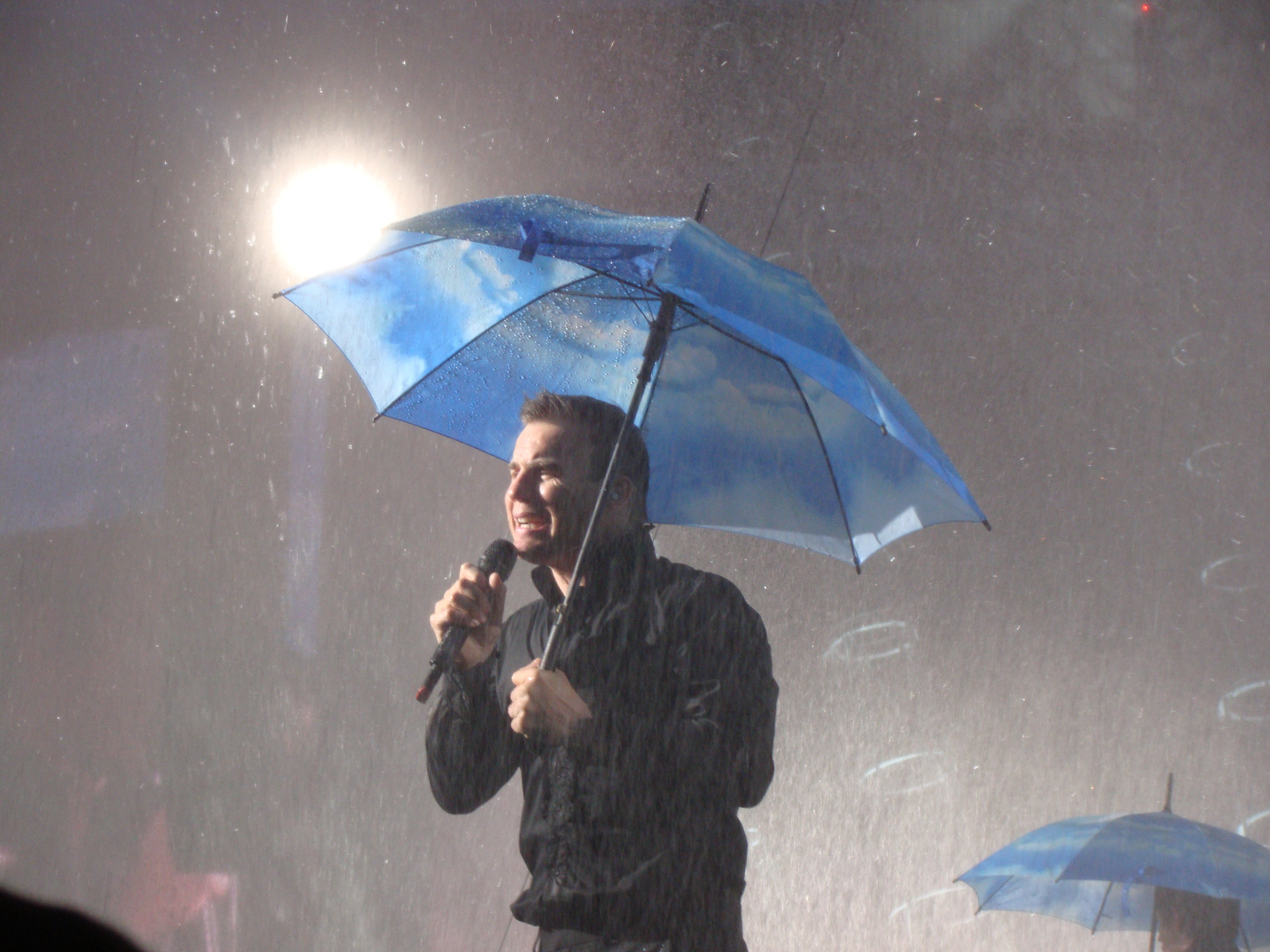
Barlow zingt het nummer tijdens een optreden in Stadium of Light (2009)

Barlow schreef het nummer, maar zong ook de lead. Phil Coxon, de toetsenist van OMD, was als engineer betrokken. Barlow beweert dat hij het nummer in een kwartier heeft geschreven. Het nummer werd voor het eerst gespeeld tijdens de BRIT Awards in 1995 en de vraag was zo groot dat de releasedatum werd vervroegd.

## Covers
In een poging om de spot te drijven met zijn afkomst uit een boyband bracht groepslid Robbie Williams in 1998 – die inmiddels aan een solocarrière bezig was – een versie in de stijl van de Sex Pistols uit, als B-kant van zijn single 'Angels'. Williams voerde dit arrangement van het nummer uit met Mark Owen, als toegift bij zijn concerten in Knebworth Park. Na ontvangst van zijn Brit Icon Award in 2016 voerde hij deze versie samen met de overige leden van Take That uit.
Het nummer is met Duitse tekst (als Komm zurück zu mir) gecoverd door Michael Morgan.

## Hitlijsten
Het nummer bereikte de nummer-1 positie in onder meer Australië, Canada, Chili, Duitsland, Ierland, Israël, Litouwen, Noorwegen, Spanje en het Verenigd Koninkrijk. In België en Nederland. Ook in Denemarken, Zweden, Finland, Zwitserland en Japan haalde het de tweede plaats.
In het Verenigd Koninkrijk behaalde het nummer de dubbel-platina status. In Australië werd het nummer ook platina en in Oostenrijk, België, Denemarken en Duitsland leverde het de band een gouden plaat op.

| Nummer met noteringen in de NPO Radio 2 Top 2000 | '99 | '00  | '01 | '02  | '03  | '04-'06 | '07  | '08 | '09  | '10  | '11  |
| ------------------------------------------------ | --- | ---- | --- | ---- | ---- | ------- | ---- | --- | ---- | ---- | ---- |
| Back for Good                                    | 856 | 1133 | -   | 1728 | 1827 | -       | 1950 | -   | 1927 | 1556 | 1993 |

1. ↑  Een '-' betekent dat het nummer niet was genoteerd en een vetgedrukt getal geeft de hoogste notering aan.
2. ↑  Deze tabel is bijgewerkt tot en met de laatste editie (2024).